# Divine Madness … Definitely
A Divine Madness … Definitely egy dupla lemezes Lee "Scratch" Perry válogatás 2001-ből.

## CD 1
1. Woman and Money – D.D. Dennus
2. 10 Cent Shank – The Upsetters
3. River To Cross    – The Viceroys
4. Sweet Taste of Memory    – Milton Henry
5. Stand Up    – Eric Donaldson
6. Dub Fa Yah Rights
7. So Many Ways    – Reggie Antonie
8. So Many Skanks
9. Africa We Are Going Home    – Time Unlimited
10. Africa Dub
11. Oh Me Oh My    – Bree Daniels
12. Oh Me Oh Dub    – The Upsetters
13. Take Warning    – Ralston "Stamma" Haughton and the Ebony Sisters
14. Warning of Dub
15. Sons of Negus    – Jimmy Riley
16. Kingdom of Dub
17. To Be A Lover In Dub

## CD 2
1. Radio Scratch – 26 perces Lee Perry interjú (Steve Barker & Roger Eagle)